# Piotr Kowalczyk
Piotr Kowalczyk pseud. Kula, Warta, Wolny (ur. 10 stycznia 1906 w Szycach, zm. 6 kwietnia 1983 w Katowicach) – polski działacz komunistyczny, porucznik Armii Ludowej.

## Życiorys
Skończył 3 klasy szkoły podstawowej w Sierbowicach. Od 1922 był praktykantem ślusarstwa w Zawierciu, gdzie wstąpił do Związku Młodzieży Komunistycznej (ZMK, później KZMP). Współorganizator i przewodniczący Sekcji Młodzieży i w 1923 sekretarz Oddziału Związku Zawodowego Robotników Przemysłu Metalowego w Polsce. W latach 1924–1926 więziony w Będzinie, po zwolnieniu organizował koła NPCh w powiatach zawierciańskim, olkuskim i włoszczowskim. 6 marca 1927 na powiatowym zjeździe w Pilicy został wybrany delegatem na Zjazd Rady Partyjnej NPCh w Warszawie, do którego jednak nie doszło z powodu likwidacji NPCh. Był sekretarzem fabrycznej komórki ZMK, w latach 1925–1934 działał w SWP w Olkuszu. 26 czerwca 1927 jako delegat brał udział w I Zjeździe Kół Młodzieży Wiejskiej.
Od października 1927 do marca 1929 odbywał służbę wojskową, po czym wrócił do Zawiercia, gdzie nadal pracował w fabryce i działał w Związku Robotników Przemysłu Metalowego w Polsce. Sekretarz Komitetu Dzielnicowego (KD) PPS-Lewicy w Zawierciu i członek Komitetu Okręgowego (KO) PPS-Lewicy w Sosnowcu, członek KD KZMP i Zarządu Powiatowego ZMW w Olkuszu. W 1930 był kandydatem na posła do sejmu z listy ZLCh Samopomoc w Zawierciu. Od 1932 członek KPP. W 1936 kierował strajkiem w hucie szkła w Zawierciu. W grudniu 1937 został na 3,5 miesiąca osadzony w obozie w Berezie Kartuskiej.
Od grudnia 1939 działacz komunistycznego podziemia, kierował grupą byłych KPP-owców z powiatu olkuskiego działającą w Zawierciu. W maju 1941 zagrożony aresztowaniem przedostał się z obszarów wcielonych do Rzeszy do GG w okolice Pilicy, gdzie był współzałożycielem organizacji Związek Ludu Pracującego Miast i Wsi. Od maja 1942 aktywista PPR, zakładał komórki partyjne w Ogrodzieńcu i Zawierciu, później członek KO PPR Olkusz-Miechów IV Krakowskiego Obwodu PPR, od 1943 członek sztabu XI Okręgu GL/AL. Brał udział w działaniach dywersyjnych i sabotażowych. Od 1944 członek sztabu oddziału AL im. Bartosza Głowackiego, od 21 lipca 1944 porucznik AL, oficer oświatowo-społeczny 1 Brygady AL Ziemi Krakowskiej.
W styczniu 1945 współtworzył terenowe rady narodowe i Komitet Powiatowy (KP) PPR w Olkuszu, 5 marca 1945 został zastępcą wojewódzkiego pełnomocnika ds. reformy rolnej i akcji siewnej. Od 15 maja 1945 do 1948 kierownik Wydziału Rolnego Komitetu Wojewódzkiego (KW) PPR w Katowicach, członek Wojewódzkiej Rady Narodowej w Katowicach. W grudniu 1948 delegat na Zjazd Zjednoczeniowy PPR i PPS, pracownik kolejno Wojewódzkiego Zarządu Samopomocy Chłopskiej, później Wojewódzkiego Zarządu Państwowych Ośrodków Maszynowych i Huty "Zawiercie", równocześnie członek KP PZPR w Zawierciu, przewodniczący Komisji Historii Partii i prezes Zarządu Oddziału Powiatowego ZBoWiDu. Kapitan WP. Otrzymał rentę specjalną. Autor wspomnień.

## Odznaczenia
- Order Sztandaru Pracy I klasy
- Krzyż Komandorski Orderu Odrodzenia Polski
- Order Krzyża Grunwaldu III klasy
- Medal Zwycięstwa i Wolności 1945

I inne.